# Dehaasia assamica
Dehaasia assamica är en lagerväxtart som beskrevs av André Joseph Guillaume Henri Kostermans. Dehaasia assamica ingår i släktet Dehaasia och familjen lagerväxter. Inga underarter finns listade i Catalogue of Life.